# Sieneke
Sieneke Ashley Kristel Baum-Peeters (* 1. April 1992 in Nijmegen, Niederlande) ist eine niederländische Sängerin.

## Leben und Wirken
Nachdem Peeters bereits 2007 unter dem Titel It’s My Dream ein Album mit Coverversionen verschiedener Lieder aus den 1980er Jahren herausgebracht hatte, vertrat sie ihr Heimatland im Halbfinale des Eurovision Song Contest 2010 mit dem Lied Ik ben verliefd (Sha-la-lie), wo sie den 14. Platz unter 17 Teilnehmern belegte und ausschied. Obwohl auch sie die Top 10 verfehlte, platzierte sie sich damit dennoch besser als einige spätere Qualifikanten, die nur wegen einer zusätzlichen Jury-Wertung das Finale erreichten. Es war somit der erfolgreichste niederländische Beitrag seit 2004. Außerdem platzierte sich das Lied auf Platz 12 der niederländischen Charts. Es war der erste Beitrag der Niederlande, der auch im eigenen Land einen Platz in den Charts erreichte.

## Nationaal Songfestival
Bei der Vorentscheidung, die 2010 erstmals von der TROS ausgerichtet wurde, traten vier Solisten und eine Mädchengruppe an. Alle sangen den Beitrag Ik ben verliefd (Sha-La-Lie) in einer eigenen Version. Eine vierköpfige Jury, zu der unter anderen auch Johnny Logan gehörte, stimmte über die Kandidaten ab. Dabei bekamen sowohl Sieneke als auch die Gruppe Loekz zwei Stimmen, und nachdem auch die Saalzuschauerwertung nicht den Sieger bestimmen konnte – das Publikum stimmte für Vinzzent, den einzigen männlichen Sänger im Wettbewerb – musste der Autor des Liedes, Pierre Kartner, den niederländischen Vertreter bestimmen. Nachdem er sich zunächst weigerte und dann quasi zu einer Entscheidung gedrängt wurde, entschied er sich für Peeters.